# Hectas
Die hectas Facility Services B.V. und Co. KG ist ein Unternehmen für infrastrukturelle Gebäudedienste (u. a. Gebäudereinigung, Gebäudedienste sowie Sicherheitsdienste) mit Stammsitz in Wuppertal.

## Geschichte
Das heutige Unternehmen wurde 1974 als Hygienic Service Gebäudereinigung und Umweltpflege KG (HS) mit Hauptsitz in Wuppertal und Niederlassungen in Hannover, Frankfurt am Main und Schleswig-Holstein gegründet. Dabei ging hectas aus einem Joint Venture von Vorwerk mit dem Unternehmen Rudolf Weber Gebäudereinigung und Gebäudedienste aus Essen hervor und beschäftigte als Reinigungsunternehmen zu Beginn etwa 300 Mitarbeiter.
Nach der Gründung expandierte das Unternehmen in Deutschland und durch Zukäufe branchenverwandter Unternehmen auch international. Im Jahr 1981 trat hectas in den österreichischen Markt ein, es folgten Vertretungen in den Niederlanden, Tschechien, Polen, Ungarn, Belgien sowie 2009 in Luxemburg. Alle Landesgesellschaften, außer den Kernländern Deutschland, Niederlande und Österreich, wurden später verkauft.
2013 kaufte hectas das Unternehmen ELITE Objekte Service, das als hundertprozentige Tochter unter dem Namen ELITE Facility Services weitergeführt wurde und 2021 in der Muttergesellschaft aufgegangen ist.
2017 übernahm das Unternehmen Teile der Firmengruppe Helbeck aus Forst (Lausitz). Die Gruppenabteile werden als eigenständige Unternehmenseinheiten weitergeführt. Hierzu gehören die Forster Industrie- und Kesselreinigungsgesellschaft mbH, hectas Gebäudereinigungsservice GmbH, FAMA Gesellschaft für infrastrukturelles Facility Management mbH und die NKW- und Kfz-Service-Center GmbH.
Zum 1. Januar 2022 übertrug die Vorwerk Unternehmerfamilie hectas an die niederländische Facility Management Gruppe Vebego. Alle Arbeitsverträge und das operative Geschäft werden weitergeführt.
1997 wurde die Firmierung hectas eingeführt, die mit „H“ und „S“ für die Gründungsgesellschaft Hygienic Service steht.

## Unternehmen
Das Unternehmen ist in Deutschland, Österreich und den Niederlanden mit über 40 Niederlassungen vertreten. In Deutschland verfügt hectas über 32 Niederlassungen und mehr als 80 Standorte. Geschäftsleiter der deutschen Landesgesellschaft sind Frank Keuper, Felix Grönwaldt und Andreas Richter.
Als ein Unternehmen der international tätigen Vebego-Gruppe beschäftigt hectas rund 8.100 Mitarbeiter in Europa. Der Gesamtumsatz des Unternehmens lag 2020 bei 198 Millionen Euro. Der größte Anteil wird in Deutschland mit rund 149 Millionen Euro generiert.